# Fleurac (Charente)
Fleurac é uma comuna francesa na região administrativa da Nova Aquitânia, no departamento de Charente. Estende-se por uma área de 2,17 km². Em 2010 a comuna tinha 240 habitantes (densidade: 110,6 hab./km²).